# Myrmelachista schumanni
La hormiga del limón (Myrmelachista schumanni) es una especie de hormiga que es conocida por la creación de un jardín del diablo.  Utilizando su propio herbicida mata a todas las plantas en un área, excepto a las especies mirmecófitas en las que residen.

## Mutualismo planta-hormiga
M. schumanni vive en grandes claros en la selva tropical, denominados jardines del diablo, donde hay poca o ninguna biodiversidad comparada con el área circundante. Las plantas encontradas en estas áreas varían solo de una a tres especies, las cuales pueden ser: Cordia nodosa, Tococa guianensis, Duroia hirsuta o Clidemia heterophylla.
Los pocos estudios que se hicieron sobre el mutualismo entre M. schumanni y D. hirsuta incorrectamente concluyen que estos claros están formados por la alelopatia de D. hirsuta. Lo que se sabe ahora, es que las hormigas obreras inyectan a los brotees de plantas rivales con ácido fórmico, una tóxina generalmente producida por hormigas, de modo que las plantas mueren en un lapso de 24 horas. Es la única especie de insecto, que se sepa, que usa ácido fórmico como herbicida.
Al matar a las otras plantas, las hormigas del limón generan un espacio para sus nidos, residiendo en la planta mirmecófita.
Los investigadores estiman que el jardín más grande observado, contiene 328 árboles en una superficie de 1300 metros cuadrados y tiene alrededor de 800 años.

## Nombre
Las hormigas del limón reciben su nombre del regusto cítrico que tienen al ser consumidos, el cual proviene de los ácidos producidos como parte de un sistema glandular de defensa química. Cuándo son aplastadas o atacadas, se crean feromonas critronelales para comunicar alarma a individual cercanos, lo cual también producen un olor cítrico.